# Greenbank (Washington)
Bayview es un área no incorporada ubicada en el condado de Island en el estado estadounidense de Washington.

## Geografía
Bayview se encuentra ubicado en las coordenadas 48°5′53″N 122°34′18″O / 48.09806, -122.57167.